# Psila persimilis
Psila persimilis är en tvåvingeart som beskrevs av Wakerly 1959. Psila persimilis ingår i släktet Psila och familjen rotflugor. Inga underarter finns listade i Catalogue of Life.